# Dirk Henri Peereboom Voller

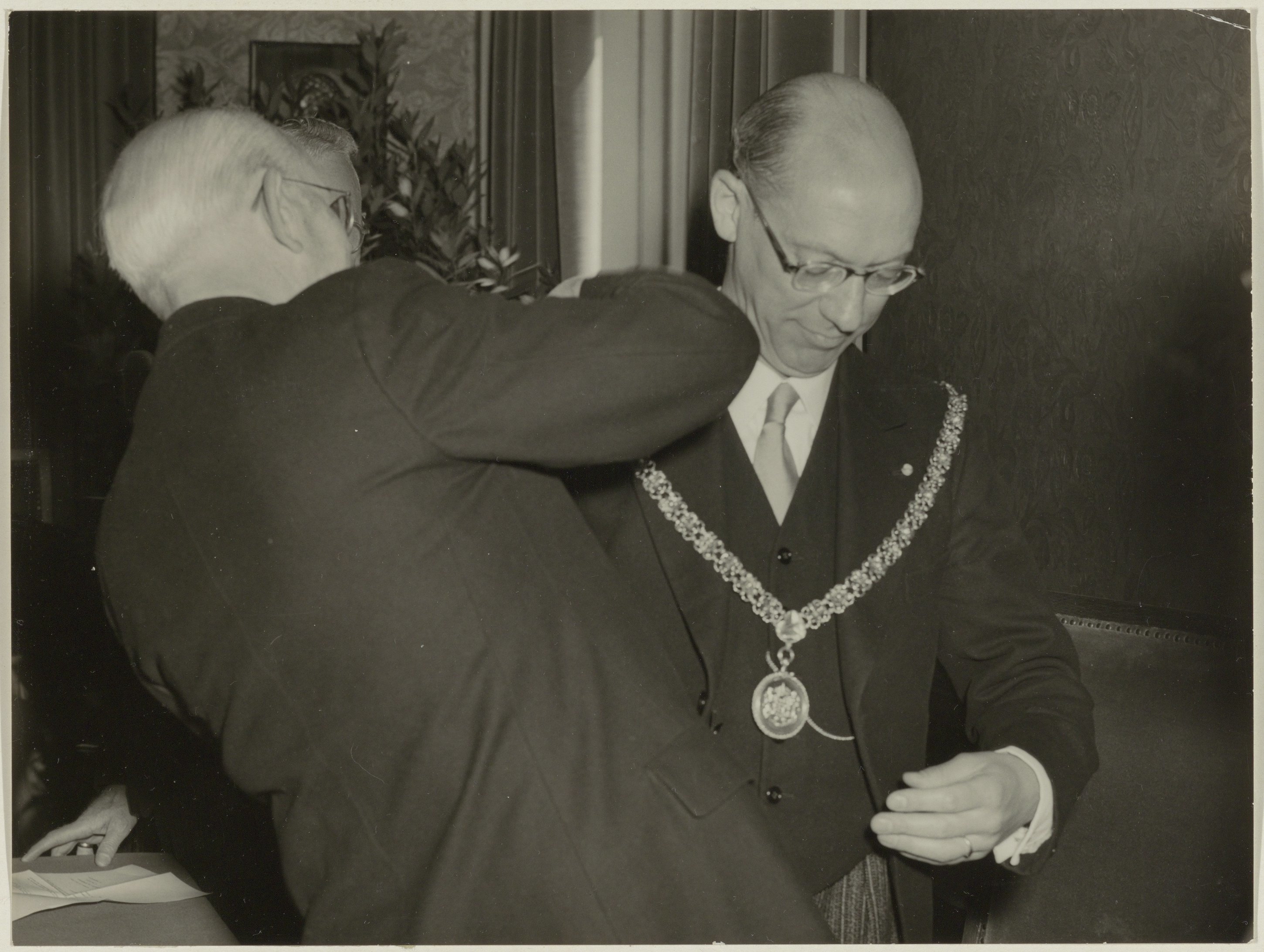
Burgemeester D.H. Peereboom Voller bij installatie in Bloemendaal (1954)

Dirk Henri Peereboom Voller (Amsterdam, 27 januari 1911 – Amerongen, 24 april 2000) was van 1946 tot 1954 burgemeester van Aalsmeer en werd op 1 juli 1954 geïnstalleerd als burgemeester van de gemeente Bloemendaal. Zijn ontslag en afscheid was per 1 februari 1976. Hij werd toen benoemd tot Ridder in de Orde van Oranje Nassau en ontving de erepenning van de gemeente Bloemendaal. Hij was ook schilder en beeldhouwer en noemde zich in die hoedanigheid Dirk Voller. De gemeenten Aalsmeer en Bloemendaal bezitten beeldhouwwerk van zijn hand. Enige tijd na zijn pensionering is in de dorpskern Aerdenhout een straat naar hem vernoemd: de Burgemeester Peereboom Vollerlaan.
Peereboom Voller trouwde in 1939 met mr. Marie Nettie Sedee (1909-2000), uit welk huwelijk twee zonen werden geboren. Zij zijn de ouders van architect Jan Dirk Peereboom Voller en van het Haagse gemeenteraadslid voor de VVD, Albert François Peereboom Voller. In 1945 promoveerde hij aan de rechtenfaculteit van de Rijksuniversiteit Groningen op zijn proefschrift Distributiewetgeving in Nederland.